# Mikel Zubimendi Berastegui
Mikel Gotzon Zubimendi Berastegui (Sant Sebastià, Guipúscoa, 1971), conegut simplement com Mikel Zubimendi, és un polític basc d'ideologia independentista.
Va ser membre del Parlament Basc entre 1994 i 1998. Amb posterioritat es va integrar en l'organització armada ETA, havent complert una condemna de sis anys de presó a França per aquest fet.

## Biografia

### Inicis
Va néixer a Sant Sebastià, encara que va viure tota la seva infància en la localitat de Bergara de la qual es considera natural.
A principis dels anys 1990 va destacar com a portaveu i dirigent de Jarrai, l'organització juvenil independentista basca de l'esquerra abertzale. El 9 de maig de 1992 va ser detingut per la policia espanyolal durant la celebració de V Congrés de Jarrai a l'Institut de Txurdinaga, a Bilbao, encara que posteriorment va ser posat en llibertat per ordre judicial.

### Parlamentari
En 1994 va ser elegit membre del Parlament Basc per Herri Batasuna (HB), sent el parlamentari més jove de la V Legislatura, amb només 23 anys d'edat. Durant els dos anys escassos en els quals va acudir a les sessions del parlament va ser protagonista de diversos sonors incidents en la cambra basca.
El 30 de novembre de 1994 Zubimendi va originar un primer incident en anar-hi amb una samarreta en la qual increpava a l'Ertzaintza (zipaioak hiltzaileak, és a dir, 'sipais assassins'), al qual va sumar un enfrontament amb membres d'aquest cos de policia en els voltants del Parlament. Però durant la seva època com a parlamentari sobretot és recordat per l'incident que va provocar el 24 de març de 1995, quan va llançar un sac de calç viva sobre l'escó buit de Ramón Jáuregui, llavors conseller del Govern Basc i líder del PSE-EE, a fi de denunciar la responsabilitat d'aquest partit en la creació i les activitats del grup terrorista GAL i en les consegüents tortures, fins a la mort, de dos ciutadans bascos en els assassinats de José Antonio Lasa i José Ignacio Zabala. Aquest gest li va suposar una sanció disciplinària.
Al gener de 1996, sense haver-se complert la meitat de la legislatura, Zubimendi va abandonar sobtadament la vida pública i va desaparèixer del País Basc. Unes setmanes més tard HB va emetre un comunicat informant que Zubimendi residia a Dinamarca per a «eludir la pressió policial al fet que era sotmès per la seva reconeguda militància en Jarrai». No obstant això, des de mitjans policials es considerava que Zubimendi havia marxat del país per a evitar una eventual condemna de dos anys de presó per insubmissió, delicte pel qual tenia una causa oberta des de 1992; i que no residia a Dinamarca sinó en algun lloc prop de París. Malgrat haver desaparegut de la vida pública, HB no va substituir Zubimendi com a parlamentari i va mantenir oficialment el seu càrrec fins a finalitzar la legislatura. Al febrer de 1997 el Parlament Basc li va sancionar per inassistència reiterada.

### Integració a ETA
No es va saber res del parador ni de les activitats de Zubimendi fins que al març de 1999 va ser detingut per la Policia francesa a París. Zubimendi estava en companyia de José Javier Arizcuren, Kantauri, cap de l'aparell militar d'ETA i altres cinc membres de la banda. La detenció es va produir durant la treva d'ETA propiciada pel Pacte de Lizarra. Pel que sembla Zubimendi s'havia integrat a ETA després de la seva desaparició de la vida pública.
Zubimendi va ser condemnat a sis anys de presó en 2000 pel Tribunal Correccional de París pels delictes d'associació de malfactors amb finalitats terroristes, tinença il·lícita d'armes i falsificació de documents. En la sentència se li va atribuir «un rol eminent de responsabilitat» en el si d'ETA.
Després de complir la seva condemna, el 7 de març de 2005 va ser alliberat a la frontera i expulsat del país. Al no tenir cap causa pendent a Espanya, no va ser detingut.

### Retorn a la vida política
Després del seu retorn a Espanya, Mikel Zubimendi es va reintegrar a l'activitat política, com a membre de Batasuna, partit que al març de 2003 havia estat il·legalitzat. El 18 de març de 2006 va ser triat membre de la Mesa Nacional (òrgan directiu) de Batasuna i el 5 d'octubre de 2007 va ser detingut en Segura (Guipúscoa) juntament amb altres membres de la direcció de Batasuna mentre mantenien una reunió per a la renovació de la Mesa Nacional. Després d'aquesta detenció, Zubimendi va estar dos anys i mig a la presó preventiva acusat de pertinença a organització terrorista, fins que va ser alliberat a l'abril de 2010 sota fiança. Actualment roman allunyat de la primera línia pública de la política.